# Sparacello
Lo Sparacello o Sparacelli è una varietà di broccolo (Brassica oleracea varietà italica) della famiglia delle Brassicaceae, e della specie Brassica oleracea, tipico della Sicilia e del Palermitano.

## Descrizione
La pianta, di colore verde intenso, è più alta rispetto ad altre varietà di cavoli ed è caratterizzata da un elevato numero di ricacci laterali e da un'infiorescenza principale ridotta rispetto ad altre cultivar.

## Coltivazione
Il periodo di raccolta è dall’autunno alla primavera ed è quasi esclusivamente destinato ai mercati locali e alla produzione dell’orto familiare.

## Usi
Viene utilizzato in alcune ricette locali, tipicamente come condimento per pasta (sparacelli "arriminati") o come contorno (broccoli "affucati", affogati nel vino).